# Diamonds World Tour

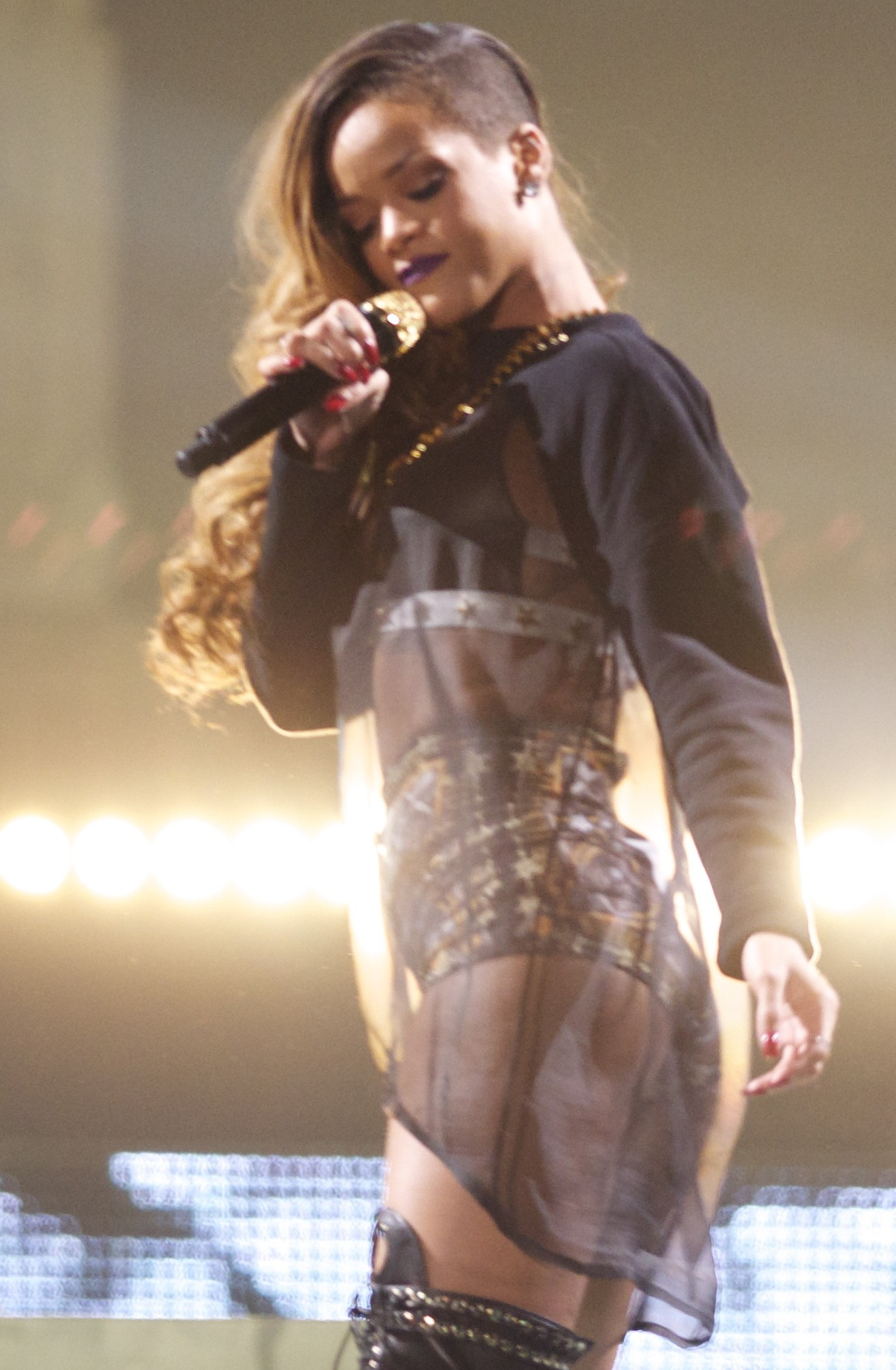
Akt I

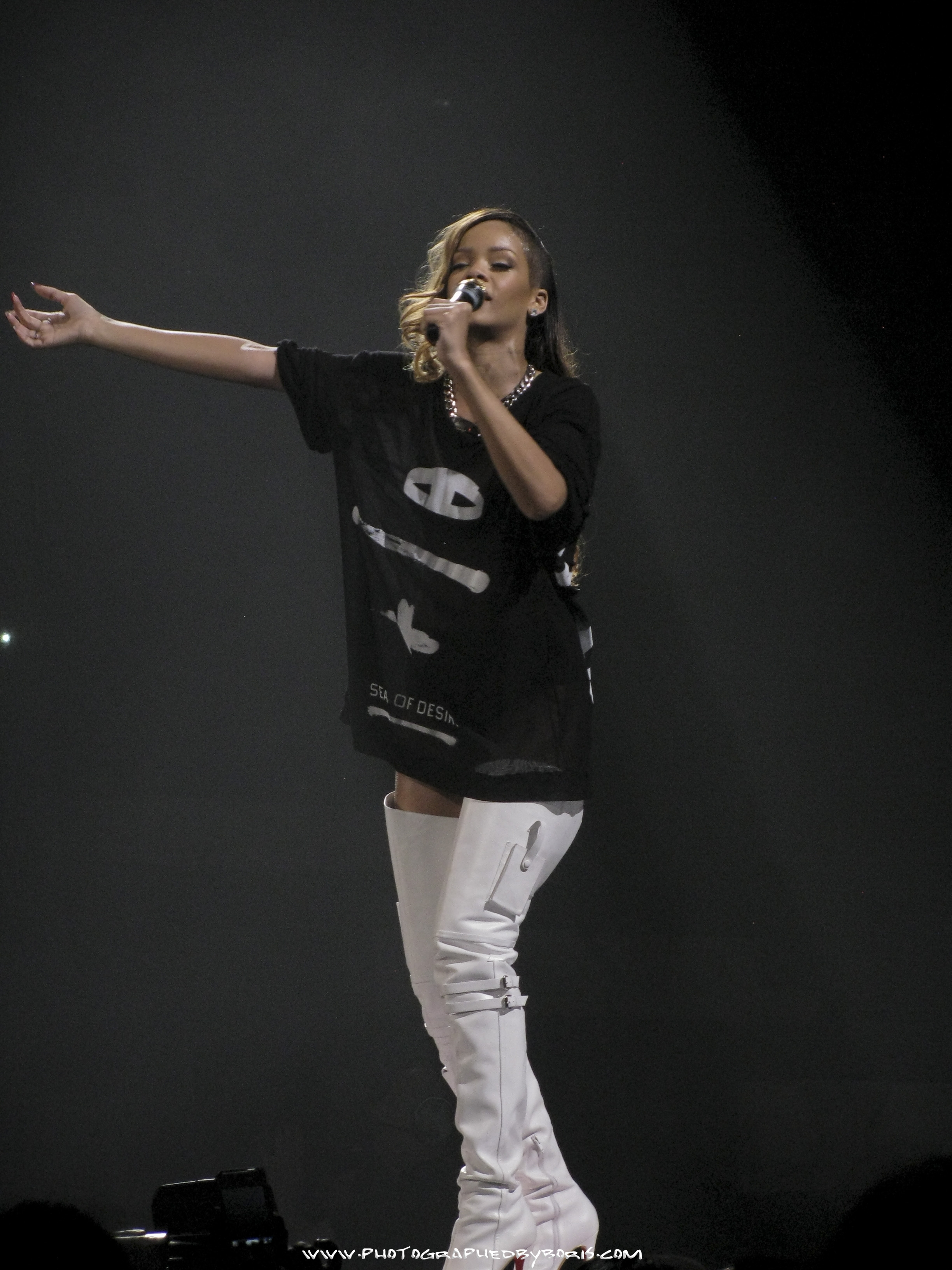
Akt II

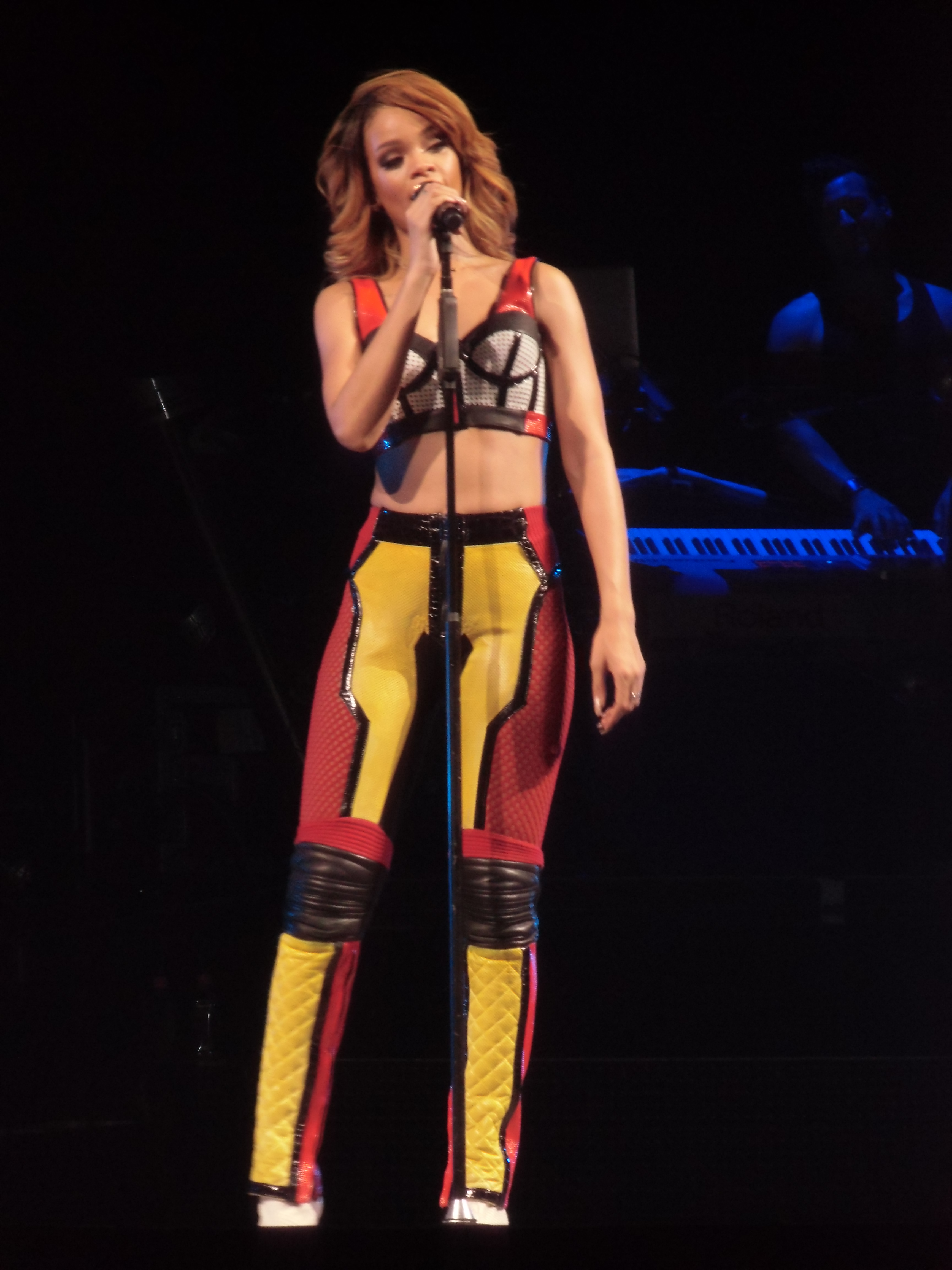
Akt III

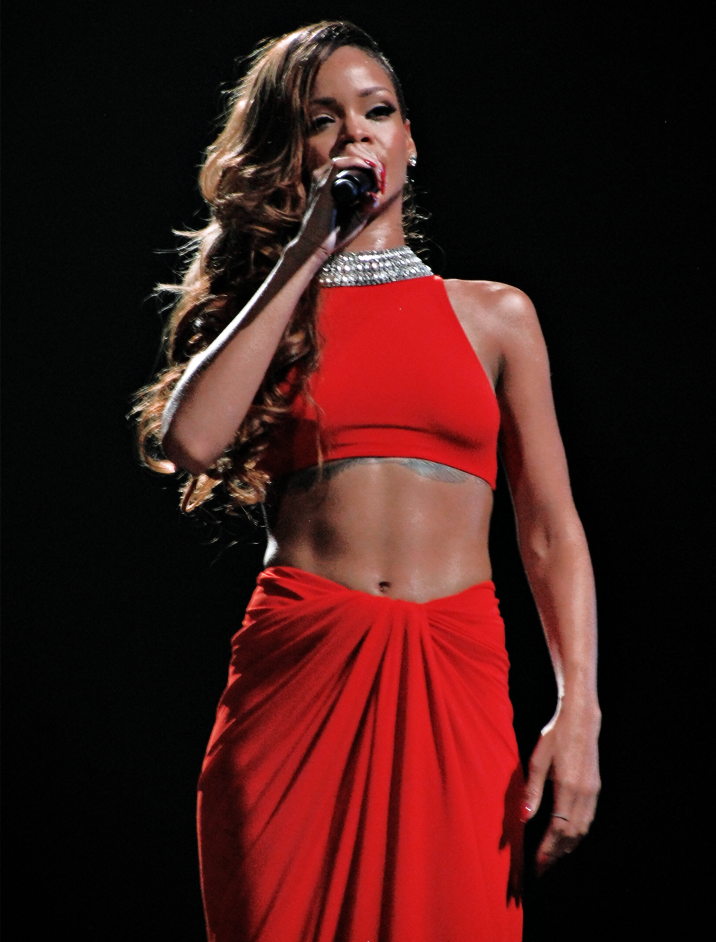
Akt IV

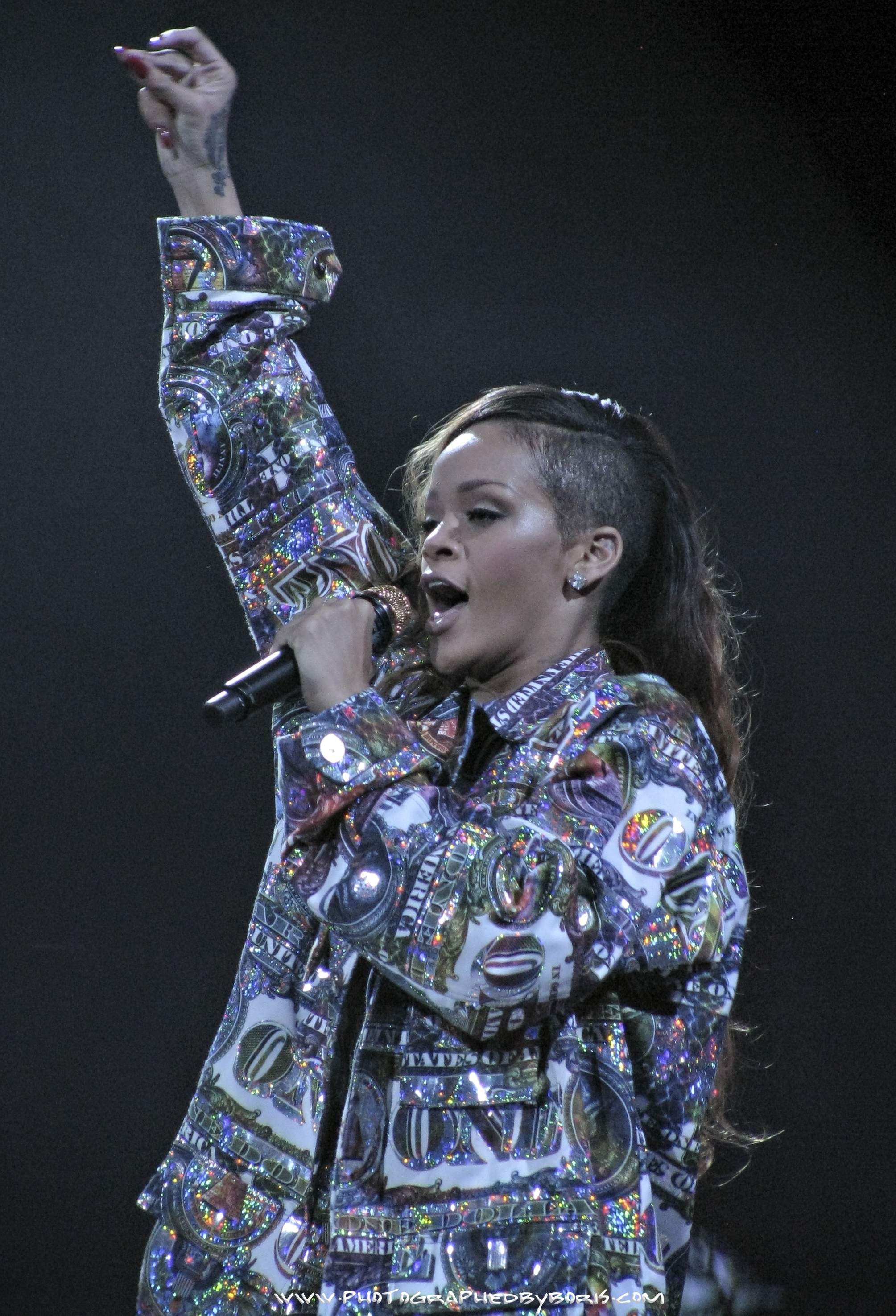
Akt V

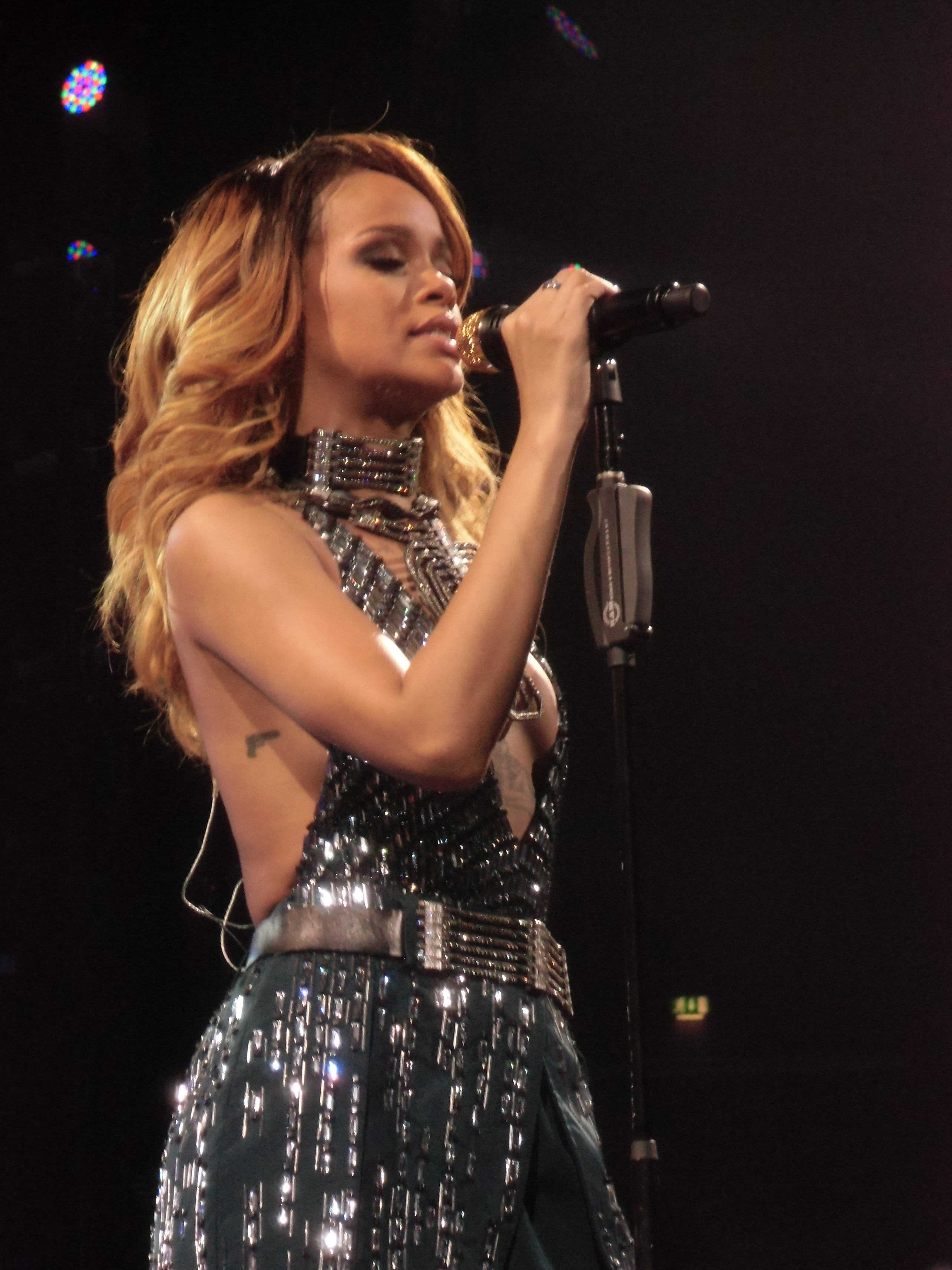
Bis

Diamonds World Tour – piąta trasa koncertowa barbadoskiej piosenkarki Rihanny. Trasa obejmuje Amerykę Północną, Europę, Afrykę, Oceanię i Azję. Trasa promowała album „Talk That Talk” wydany w 2011 oraz „Unapologetic” wydany w 2012 roku.
Według magazynu Billboard była to piąta trasa 2013 roku pod względem sprzedanych biletów

## Koncert
Trasa „Diamonds World Tour” składa się z 5 aktów i bisu. Show otwiera piosenka „Mother Mary”. W całej arenie gasną światła i Rihanna w pozycji modlitewnej śpiewa piosenkę na tle dwóch ekranów, na których ukazane są pomniki starożytnych kobiet. Następnie rozpoczyna się interludium do pierwszego aktu. Sekcje otwiera piosenka „Phresh Out The Runway”, gdzie przez cały czas towarzyszą jej tancerki wykonując wspólnie układy taneczne w trakcie trwania całego set-u. Następnie Rihanna śpiewa „Birthday Cake” oraz „Talk That Talk” po czym przemawia do fanów. W dalszej części aktu wykonuje „Pour It Up”, „Cockiness (Love It)”, a całość kończy utworem „Numb”. Akt pierwszy jest utrzymany w tematyce bogactwa oraz czasów starożytnej Grecji przeplatanej ze starożytną kulturą krajów arabskich. Po solowym występnie gitarzysty Rihanny „Nuno” rozpoczyna się kolejna część koncertu, w którym projekcje utrzymane są w kolorystyce czarno-białej, a Rihanna śpiewa piosenki w rytmach reggae oraz dance-hall. W pojedynkę śpiewa piosenkę „You Da One”, następnie „Man Down” oraz „No Love Allowed”, a na projekcjach pokazują się motywy zbrodni. Dalej już w towarzystwie tancerek śpiewa „Rude Boy” (na ekranach widać czarno-białe projekcje z „niegrzecznymi chłopcami”) oraz całość kończy piosenką „What’s My Name?” (na telebimach wyświetlane są różne symbole i znaki z chińskiego alfabetu). Następnie rozpoczyna się interludium i wokalistka rozpoczyna kolejny akt piosenką „Jump” wykonując przy tym układ taneczny wraz tancerkami. Dalej śpiewa jeden ze swoich największych hitów „Umbrella”, następnie „All Of The Lights” oraz „Rockstar 101”. Po krótkim przemówieniu do fanów wraz z ich pomocą przy śpiewaniu refrenu wykonuje utwór „What Now”. Cały akt ma rock'n'roll-owy charakter, pojawiają się efekty świetlne i pirotechniczne, motywy ognia, eksplozji, walk bokserskich, motoryzacji oraz elementy filmów grozy. Kolejna część koncertu to ballady piosenkarki rozpoczynająca się piosenką „Loveeeeeee Song” nagraną wspólnie z raperem Future, którego wokale puszczone są w tle. Następnie śpiewa skrócone wersje piosenek „Love The Way You Lie (Part II)”, „Take A Bow”, „Cold Case Love” oraz „Hate That I Love You”. Całość aktu jest utrzymana w barwnych projekcjach ukazujących niebo i chmury, które przechodzą w interludium przed kolejnym aktem. Podczas piątego aktu Rihanna zmienia koncerty w wielką imprezę podczas której wraz z tancerkami wykonują układy taneczne oraz możemy oglądać widowiskowe efekty świetlne i kolorowe projekcje. Na początek śpiewa wielki hit „We Found Love”. Pod koniec utworu piosenkarka schodzi ze sceny do fanów i śpiewa skróconą wersję „S&M”, „Only Girl (In The World)” a zaraz potem „Don't Stop The Music”. Zamyka set piosenką „Where Have You Been”. Pod koniec całego show wokalistka wraca na scenę i wykonuje utwór „Stay” oraz po przemówieniu i podziękowaniu za koncert śpiewa na zakończenie piosenkę „Diamonds” po czym żegna się z fanami i schodzi ze sceny.

## Setlista
Intro
1. „Mother Mary"

Akt I
1. „Phresh Out The Runway"
2. „Birthday Cake”
3. „Talk That Talk”
4. „Pour It Up”
5. „Cockiness (Love It)”
6. „Numb"

Akt II
1. „You Da One”
2. „Man Down”
3. „No Love Allowed"
4. „Rude Boy”
5. „What’s My Name?”

Akt III
1. „Jump"
2. „Umbrella”
3. „All Of The Lights”
4. „Rockstar 101”
5. „What Now"

Akt IV
1. „Loveeeeeee Song ft. Future"
2. „Love The Way You Lie (Part II)/Take A Bow/Cold Case Love"
3. „Hate That I Love You”

Akt V
1. „We Found Love”
2. „S&M/Only Girl (In The World)/Don't Stop The Music”
3. „Where Have You Been”

Bis
1. „Stay”
2. „Diamonds”

## Koncerty
| Data                 | Miasto            | Państwo                      | Miejsce                            |
| -------------------- | ----------------- | ---------------------------- | ---------------------------------- |
| Ameryka Północna     |                   |                              |                                    |
| 8 marca 2013         | Buffalo           | USA                          | First Niagara Center               |
| 14 marca 2013        | Filadelfia        | USA                          | Welles Fargo Center                |
| 15 marca 2013        | Hartford          | USA                          | XL Center                          |
| 17 marca 2013        | Montreal          | Kanada                       | Bell Center                        |
| 18 marca 2013        | Toronto           | Kanada                       | Air Canada Centre                  |
| 19 marca 2013        | Toronto           | Kanada                       | Air Canada Centre                  |
| 21 marca 2013        | Detroit           | USA                          | Joe Louis Arena                    |
| 22 marca 2013        | Chicago           | USA                          | United Center                      |
| 24 marca 2013        | Saint Paul        | USA                          | Xcel Enetgy Center                 |
| 25 marca 2013        | Winnipeg          | Kanada                       | MTS Center                         |
| 27 marca 2013        | Edmonton          | Kanada                       | Rexall Place                       |
| 30 marca 2013        | Calgary           | Kanada                       | Scotiabank Saddledome              |
| 1 kwietnia 2013      | Vancouver         | Kanada                       | Rogers Arena                       |
| 3 kwietnia 2013      | Seattle           | USA                          | KeyArena                           |
| 6 kwietnia 2013      | San Jose          | USA                          | HP Pavilion                        |
| 8 kwietnia 2013      | Los Angeles       | USA                          | Staples Center                     |
| 9 kwietnia 2013      | Anaheim           | USA                          | Honda Center                       |
| 11 kwietnia 2013     | San Diego         | USA                          | Valley View Casino Center          |
| 12 kwietnia 2013     | Las Vegas         | USA                          | Mandalay Bay Events Center         |
| 19 kwietnia 2013     | Tampa             | USA                          | Tampa Bay Times Forum              |
| 20 kwietnia 2013     | Fort Lauderdale   | USA                          | BankAtlantic Center                |
| 22 kwietnia 2013     | Atlanta           | USA                          | Philips Arena                      |
| 24 kwietnia 2013     | Baltimore         | USA                          | 1st Mariner Arena                  |
| 26 kwietnia 2013     | Atlantic City     | USA                          | Revel Atlantic City                |
| 28 kwietnia 2013     | Nevark            | USA                          | Prudential Center                  |
| 29 kwietnia 2013     | Waszyngton        | USA                          | Verizon Center                     |
| 1 maja 2013          | Montreal          | Kanada                       | Bell Centre                        |
| 2 maja 2013          | Ottawa            | Kanada                       | Scotiabank Place                   |
| 4 maja 2013          | Nowy Jork         | USA                          | Barclays Center                    |
| 5 maja 2013          | Nowy Jork         | USA                          | Barclays Center                    |
| 6 maja 2013          | Boston            | USA                          | TD Garden                          |
| Afryka               |                   |                              |                                    |
| 24 maja 2013         | Rabat             | Maroko                       | OLM Souissi                        |
| Europa               |                   |                              |                                    |
| 26 maja 2013         | Barakaldo         | Hiszpania                    | Bizkaia Arena                      |
| 28 maja 2013         | Lizbona           | Portugalia                   | Atlantico Pavilion                 |
| 30 maja 2013         | Stambuł           | Turcja                       | İnönü Stadium                      |
| 1 czerwca 2013       | Barcelona         | Hiszpania                    | Palau Sant Jordi                   |
| 2 czerwca 2013       | Montpellier       | Francja                      | Montpellier Arena                  |
| 3 czerwca 2013       | Lyon              | Francja                      | Halle Tony Garnier                 |
| 5 czerwca 2013       | Antwerpia         | Belgia                       | Sportpaleis                        |
| 6 czerwca 2013       | Antwerpia         | Belgia                       | Sportpaleis                        |
| 8 czerwca 2013       | Paryż             | Francja                      | Stade de France                    |
| 10 czerwca 2013      | Cardiff           | Walia                        | Millennium Stadium                 |
| 12 czerwca 2013      | Manchester        | Anglia                       | Manchester Arena                   |
| 13 czerwca 2013      | Manchester        | Anglia                       | Manchester Arena                   |
| 15 czerwca 2013      | Londyn            | Anglia                       | Twickenham Stadium                 |
| 16 czerwca 2013      | Londyn            | Anglia                       | Twickenham Stadium                 |
| 17 czerwca 2013      | Birmingham        | Anglia                       | LG Arena Birmingham                |
| 20 czerwca 2013      | Sunderland        | Anglia                       | Stadium Of Light                   |
| 21 czerwca 2013      | Dublin            | Irlandia                     | Aviva Stadium                      |
| 23 czerwca 2013      | Amsterdam         | Holandia                     | Ziggo Dome                         |
| 24 czerwca 2013      | Amsterdam         | Holandia                     | Ziggo Dome                         |
| 26 czerwca 2013      | Kolonia           | Niemcy                       | Lanxess arena                      |
| 29 czerwca 2013      | Zurich            | Szwajcaria                   | Hallenstadion                      |
| 30 czerwca 2013      | Zurich            | Szwajcaria                   | Hallenstadion                      |
| 2 lipca 2013         | Berlin            | Niemcy                       | O2 World Berlin                    |
| 3 lipca 2013         | Hanower           | Niemcy                       | TUI Arena                          |
| 7 lipca 2013         | Gdynia            | Polska                       | Gdynia-Kosakowo                    |
| 9 lipca 2013         | Wiedeń            | Austria                      | Stadthalle                         |
| 10 lipca 2013        | Monte Carlo       | Monako                       | Monte Carlo Sporting Club & Casino |
| 11 lipca 2013        | Monte Carlo       | Monako                       | Monte Carlo Sporting Club & Casino |
| 13 lipca 2013        | Perth and Kinross | Szkocja                      | Balado                             |
| 15 lipca 2013        | Manchester        | Anglia                       | Manchester Arena                   |
| 16 lipca 2013        | Manchester        | Anglia                       | Manchester Arena                   |
| 18 lipca 2013        | Birmingham        | Anglia                       | LG Arena                           |
| 20 lipca 2013        | Villeneuve-d’Ascq | Francja                      | Grand Stade Lille Métropole        |
| 22 lipca 2013        | Sztokholm         | Szwecja                      | Ericsson Globe                     |
| 25 lipca 2013        | Oslo              | Norwegia                     | Telenor Arena                      |
| 26 lipca 2013        | Bergen            | Norwegia                     | Bergenhus Castle & Fortress        |
| 28 lipca 2013        | Helsinki          | Finlandia                    | Hartwall Areena                    |
| Azja                 |                   |                              |                                    |
| 19 września 2013     | Manila            | Filipiny                     | Mall of Asia Arena                 |
| Oceania              |                   |                              |                                    |
| 24 września 2013     | Perth             | Australia                    | Perth Arena                        |
| 26 września 2013     | Adelaide          | Australia                    | Adelaide Entertainment Centre      |
| 28 września 2013     | Brisbane          | Australia                    | Brisbane Entertainment Centre      |
| 30 września 2013     | Melbourne         | Australia                    | Rod Laver Arena                    |
| 1 października 2013  | Melbourne         | Australia                    | Rod Laver Arena                    |
| 3 października 2013  | Sydney            | Australia                    | Allphones Arena                    |
| 4 października 2013  | Sydney            | Australia                    | Allphones Arena                    |
| 6 października 2013  | Auckland          | Nowa Zelandia                | Vector Arena                       |
| 7 października 2013  | Auckland          | Nowa Zelandia                | Vector Arena                       |
| 8 października 2013  | Auckland          | Nowa Zelandia                | Vector Arena                       |
| Afryka               |                   |                              |                                    |
| 13 października 2013 | Johannesburg      | RPA                          | FNB Stadium                        |
| 16 października 2013 | Kapsztad          | RPA                          | FNB Stadium                        |
| Bliski Wschód        |                   |                              |                                    |
| 19 października 2013 | Abu Zabi          | Zjednoczone Emiraty Arabskie | du Arena                           |
| Ameryka Północna     |                   |                              |                                    |
| 11 listopada 2013    | Dallas            | USA                          | American Airlines Center           |
| 14 listopada 2013    | Houston           | USA                          | Toyota Center                      |